# Préfecture du prétoire

Les divisions administratives de l’Empire romain sous la tétrarchie.

La préfecture du prétoire (en latin: praefectura praetorio; en grec : ἐπαρχότης τῶν πραιτωρίων ou ὑπαρχία τῶν πραιτωρίων) dans l’Empire romain tardif était la division administrative qui coiffait les diocèses (au niveau intermédiaire) et les provinces (à la base). Désignant à l’origine la fonction militaire du principal collaborateur de l’empereur, elle deviendra à la suite des réformes de Dioclétien (r. 284-305) et  de Constantin Ier (r. 306-337) une fonction purement civile avant de désigner une circonscription administrative; elle  atteindra sa forme plus ou moins définitive vers la fin du IVe siècle et existera jusqu’au VIIe siècle lorsque les réformes d’Héraclius (r. 610-641) ainsi que les conquêtes arabes en Orient et slaves en Occident conduiront à l’adoption du système des thèmes. Toutefois, diverses caractéristiques de l’appareil administratif des préfectures subsisteront au sein de l’Empire byzantin jusque dans la première moitié du IXe siècle.

## Historique
Le préfet de Rome ou préfet de la Ville (en latin : Praefectus urbanus, ou praefectus urbi, abrégé en PUR/PVR, littéralement délégué pour la ville) est une charge  non collégiale et non élective, chargée de gouverner la ville. Si les historiens romains mentionnent durant la royauté romaine et la République archaïque une délégation temporaire et épisodique pour défendre la ville en l'absence des titulaires du pouvoir, la préfecture de Rome n'est une fonction réelle que sous l'Empire : organisation de la ville de Rome antique, pomerium, praefectura urbana (it), quatorze régions de la Rome augustéenne.

### À l’origine une fonction militaire
C’est le futur empereur Auguste qui créa le poste de préfet du prétoire en  2 av. J.-C. et confia cette charge à deux membres de l’ordre équestre, P. Salvius Aper et Q. Ostorius Scapula. À l’origine le préfet du prétoire était le commandant de la garde prétorienne chargée d’assurer la protection de l’empereur. Les historiens, dont Mommsen, se sont interrogés sur la raison qui avait conduit Auguste à dédoubler ce poste, pratique qui se continuera par la suite. Une raison longtemps mise de l’avant était le conseil que Dion Cassius faisait donner à Auguste : d’une part il était dangereux de confier une telle charge à un seul homme, d’autre part en cas d’incapacité d’un unique préfet, l’empereur ne se retrouverait pas sans garde personnelle. Une raison plus vraisemblable, mise de l’avant par Siegfried de Laet de nos jours est que l’un des préfets commandait les troupes stationnées à Rome, l’autre les troupes cantonnées dans le reste de l’Italie,.
Pendant les trois premiers siècles, les préfets du prétoire seront des officiers militaires de rang équestre qui feront partie du comitatus. Leurs tâches se transformeront radicalement à l’époque de Dioclétien et de Constantin Ier : les pouvoirs militaires des préfets disparaitront, mais ceux-ci se hisseront au sommet de l’administration civile des régions de l’empire, hors du comitatus impérial mais  au sommet de la carrière sénatoriale.

### Évolution de la fonction

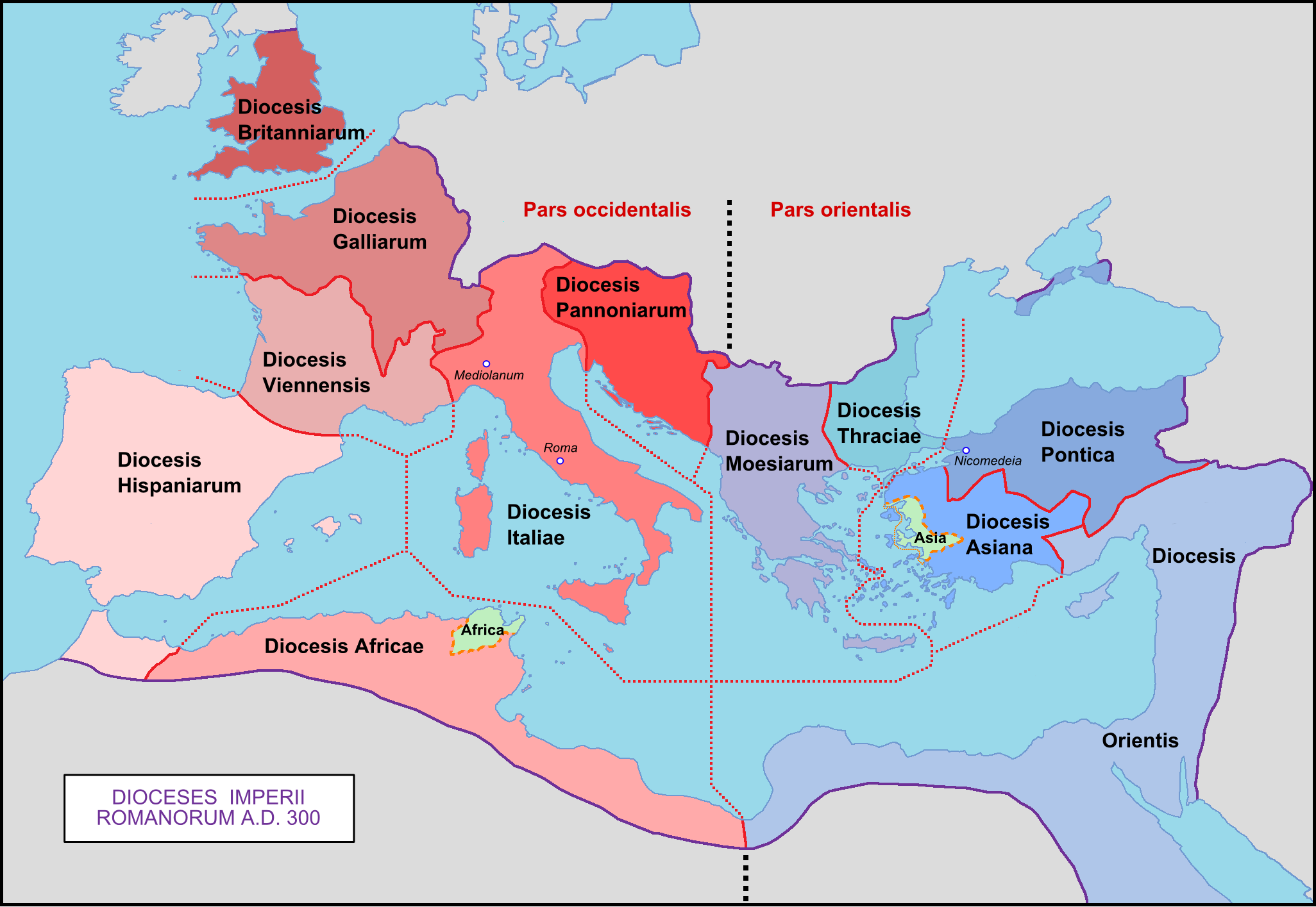
Diocèses, vers 300.

#### De Dioclétien àConstantinIer
Au cours du diumvirat institué par Dioclétien en 293, puis de la tétrarchie  qui suivit, on ne  constate que l’existence  de deux préfets, assignés vraisemblablement à chacun des deux Augustes. Au cours de cette période, les pouvoirs des deux préfets deviennent très étendus. Selon les mots du byzantiniste A.H.M. Jones, le préfet « était une sorte de grand vizir, l’assistant immédiat de l’empereur jouissant d’une autorité étendue dans presque toutes les sphères du gouvernement, que ce soit militaire, judiciaire, financière et administrative. Il était le chef de cabinet de l’empereur en même temps que son adjudant-général et son quartier-maitre général. En tant que délégué de l’empereur, on pouvait lui référer les causes provenant de l’ensemble de l’empire et ses décisions ne souffraient d’autre appel qu’à l’empereur. Il avait un pouvoir administratif s’étendant sur tous les gouverneurs de province et à travers eux lui permettait de contrôler les services publics comme la poste et les travaux publics.
Toutefois au régime « collégial » précédent où les deux préfets parlaient d’une seule voix, succéda en raison du caractère conflictuel des relations entre les princes après l’abdication de Dioclétien, un régime où chacun des préfets agira de façon de plus en plus autonome dans la zone contrôlée par son Auguste.

#### SousConstantinIer
Constantin Ier devait définitivement séparer fonctions militaires et structure administrative civile. Après sa victoire sur Licinius (324)  et l’unification de l’empire sous sa seule gouverne, Constantin mit en place une nouvelle bureaucratie impériale, centrale et périphérique. Dioclétien avait pratiquement doublé le nombre des provinces et créé une nouvelle instance régionale, les diocèses, lesquels au nombre d’environ douze regrouperont en moyenne huit provinces, le plus petit, celui des Bretagnes en comprenant quatre, le plus grand, celui d’Orient dix-huit,. En 326, Constantin nommera, en plus du préfet qui lui demeure rattaché et fait partie du comitatus, quatre préfets régionaux qui, eux, n’en feront plus partie : un préfet pour les Gaules résidant à Trèves, un pour l’Afrique résidant à Carthage, un pour l’Italie résidant vraisemblablement à Milan, un pour l’Illyrie résidant à Sirmium (et plus tard à Thessalonique),.
Le préfet demeurera responsable du recrutement, de l’approvisionnement et de l’équipement de l’armée, mais perdra la conduite des troupes qui sera confiée à deux militaires, le magister peditum et le magister equitum (litt : chef de l’infanterie; chef de la cavalerie), alors qu’un magister officiorum (litt : chef des départements) sera chargé de la bureaucratie palatine et de l’ensemble de la fonction publique,. Les carrières militaire et civile seront ainsi nettement séparées, magistri et duces étant choisis parmi les tribuns commandant les régiments, alors que les praesides (au singulier : praeses, c.a.d. les préfets et vicaires) seront des gens ayant une formation administrative, souvent des juristes. Tout en permettant de recruter plus facilement des candidats pour ces tâches qui devenaient de plus en plus spécialisées, cette division des pouvoirs réduisait considérablement le danger que représentaient des préfets trop puissants comme on l’avait vu dans les années 282-285,.
Devenue purement civile, la fonction de préfet du prétoire n’en demeurera pas moins la plus haute fonction de la  hiérarchie impériale, venant immédiatement après l’empereur. Certains auteurs chrétiens iront jusqu’à écrire que la relation entre le préfet et l’empereur était similaire à celle existant entre Dieu le Père et Dieu le Fils. Même s’il porte encore la chlamyde et le glaive, le préfet n’appartiendra plus à l’ordre équestre mais bien au Sénat. La fonction constituera désormais, selon les mots de Denis Feissel, « le couronnement de la hiérarchie administrative, à la fois fiscale et judiciaire ».
De ses origines la fonction conservera, en théorie du moins, son caractère de « collège », constituant une instance unique, exercée simultanément par l’ensemble de ses membres. Avec la création de la préfecture d’Orient dont le siège sera à Constantinople, c’est ce dernier préfet qui rendra en principe ses ordonnances au nom du collège en entier, mentionnant nommément ses collègues, même si, en pratique, l’éloignement de la capitale et les problèmes spécifiques aux régions donneront à ceux-ci un large degré d’autonomie.

#### Sous les fils de Constantin

Situation vers 400

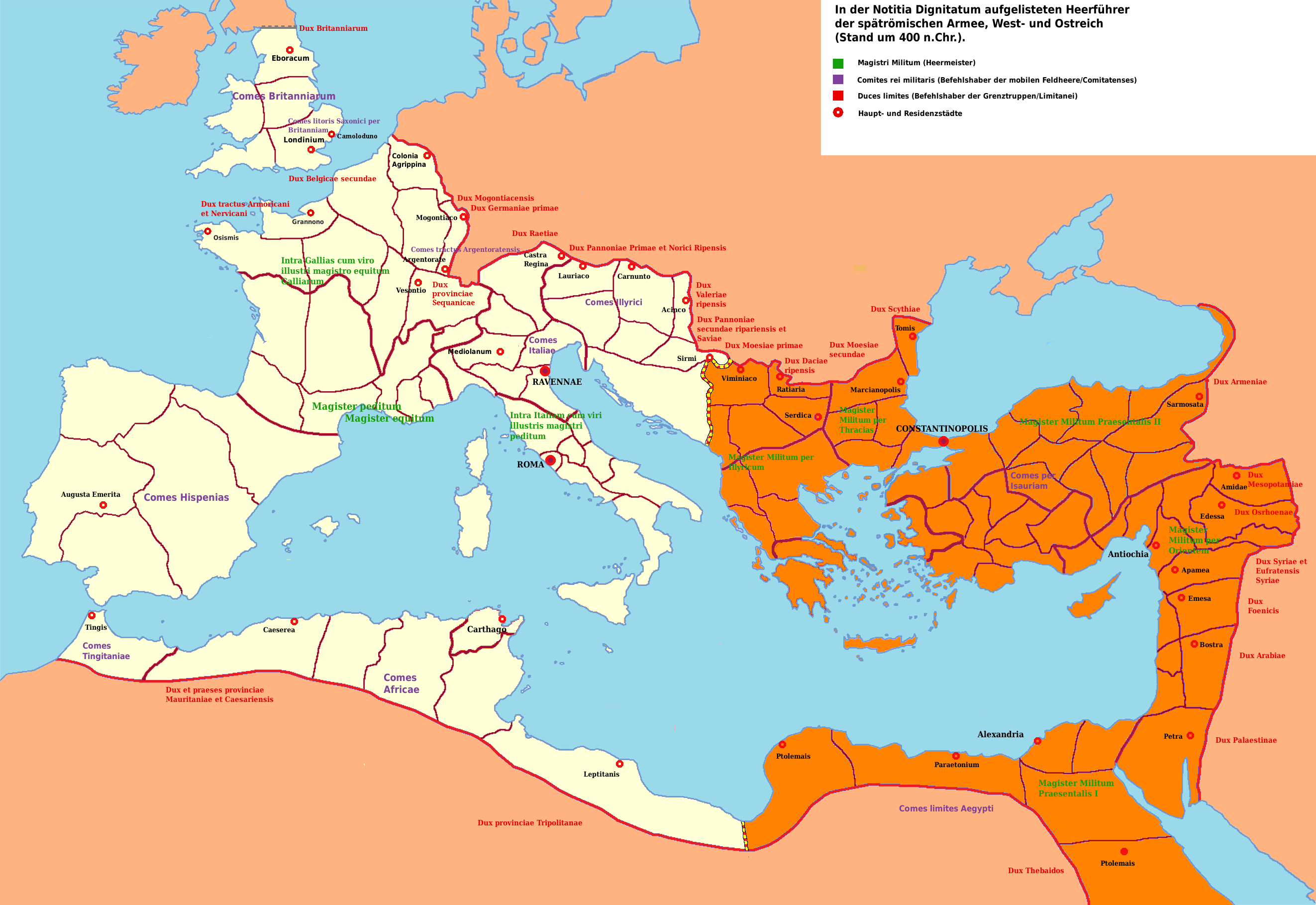
Titulature des dirigeants militaires, vers 400.

Tout comme il n’y avait eu que deux préfets pendant la tétrarchie, il n’y en eut que deux de 313 à 317.
Toutefois, Constantin préparant sa succession en s’appuyant sur ses fils encore jeunes attache à chacun d’eux un préfet doté de pouvoirs étendus, particulièrement après la mort de son fils Crispus en 326. Lui-même conserve son propre préfet, si bien qu’à sa mort avec l’addition d’un préfet pour l’Afrique, on compte cinq titulaires. Cette évolution, contrairement aux affirmations de Zozime, s’échelonne sur un certain nombre d’années et n’atteindra sa forme définitive  qu’après une longue période de tâtonnements à la fin du IVe siècle sous Valens (r. 364-378),,.
En effet, au moment de sa mort en 337, les trois fils survivants de Constantin se divisent l’empire entre eux : Constance règne sur l’Orient (diocèses de Thrace, d’Asie, du Pont et d’Orient), Constant sur une grande partie de l’Occident (préfecture centrale d’Italie, d’Illyrie et d’Afrique comprenant les diocèses d’Italie, d’Afrique, de Pannonie, de Dacie et de Macédoine) alors que Constantin II, le fils ainé, se réserve l’Occident (préfecture occidentale des Gaules avec les diocèses de Gaule, de Vienne, d’Hispanie et de [Grande]Bretagne.
Les neveux de Constantin Ier, les césars Flavius Dalmatius et Flavius Hannibalianus, obtiennent respectivement, Flavius Dalmatius la Macédoine et la Thrace, alors que son frère Flavius Hannibalianus est  nommé roi des rois des nations pontiques.
L’Égypte demeure partie du diocèse d’Orient jusqu’en 370 ou 381.
De 347 à 361, est créée une préfecture séparée pour l’Illyrie regroupant les diocèses de Pannonie, de Dacie et de Macédoine.
En 379, le diocèse de Pannonie (renommé « diocèse d’Illyrie ») est séparé de la préfecture d’Illyrie pour être transféré à la préfecture d’Italie; le diocèse d’Italie quant à lui est en pratique divisé en deux :  Italie « annonaire » dans le nord s’étendant jusqu’au Rubicon et « suburbicaire » (litt : sous la cité) dans le sud regroupant la Sicile, la Corse et la Sardaigne,.
Après 395, la division en quatre préfectures que nous présente la Notitia Dignitatum  demeure stable pendant plus d’un siècle et n'est modifiée que sous Justinien, qui crée deux nouvelles préfectures : celle d’Afrique, séparée de la préfecture d’Italie pour devenir préfecture autonome et la préfecture dite « des Iles » regroupant cinq provinces séparées de différents diocèses dont Chypre et les Cyclades qui justifient son nom.
Après la disparition de la préfecture des Gaules en 534, la division en cinq préfectures (Orient, Illyrie, Italie, Afrique et Iles) demeure inchangée jusqu’à la disparition du système préfectoral au milieu du VIIe siècle.
Ces préfectures regroupent environ 12 diocèses et un nombre variable de provinces allant de 98 pour la « Liste de Vérone », à 113 pour le « Bréviaire de Festus » et même à 120 pour la « Notitia Dignitatum ».

#### Les invasions barbares

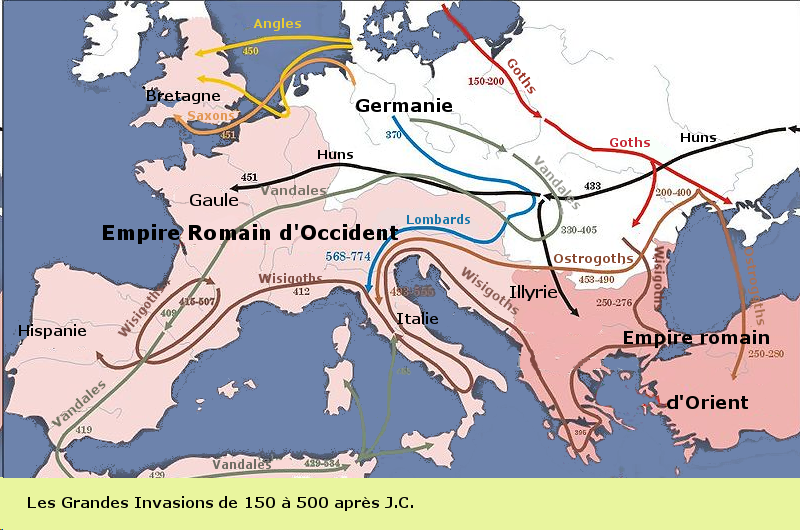
Les mouvements migratoires du II au V.

Les invasions des Goths en Occident et des Slaves dans les Balkans devaient avoir de profondes répercussions sur la structure administrative de l’Empire romain. Au cours du Ve siècle les tribus germaniques envahirent l’empire d’Occident. Toutefois, le nouveau royaume des Goths, qui était encore (du moins de jure) partie de l’Empire romain conserva la préfecture d’Italie et le roi Théodoric le Grand (r. 493 – 526) rétablit la préfecture des Gaules dans la petite portion de la Gaule qu’il conquit dans les années 510. Après la reconquête de l’Afrique du nord par l’Empire d’Orient au cours de la guerre de 533-534 avec les Vandales, l’empereur Justinien Ier (r. 527-565) regroupa les territoires conquis dans une nouvelle préfecture d’Afrique qui sera transformée par la suite en exarchat d’Afrique. Il en alla de même pour la préfecture d’Italie, laquelle une fois reconquise sur les Goths sera également transformée en exarchat. En Orient les préfectures continuèrent à exister jusque vers le milieu du VIIe siècle alors que la perte de presque toutes les provinces d’Anatolie (Asie mineure) aux mains des Arabes conduira graduellement à l’adoption du système des thèmes. Entretemps toutefois, les réformes d’Héraclius (r. 610-641) enlèveront au préfet bon nombre de bureaux à vocation financière qui seront érigés en départements indépendants dirigés par des logothètes. Le préfet du prétoire d’Orient est mentionné en 629 dans une novelle émise à Jérusalem sur la situation du clergé et on trouve également mention du préfet du prétoire et du questeur à côté des éparques d’un thème dans le Livre des Cérémonies  de Constantin VII, faisant allusion à une cérémonie se déroulant au IXe siècle. Certains spécialistes voient ainsi des traces du système se perpétuer jusqu’au début du IXe siècle : Ernst Stein a démontré que certains aspects de la préfecture d'Illyrie subsistaient dans l’administration de Thessalonique ; John Haldon pour sa part, se basant sur l’étude de sceaux et de références dans le Taktika, a pu établir la survie du système d’administration civile provinciale dans le système des thèmes, possiblement sous la supervision du préfet de Constantinople jusque dans les années 840.

## Autorité et pouvoirs des préfets

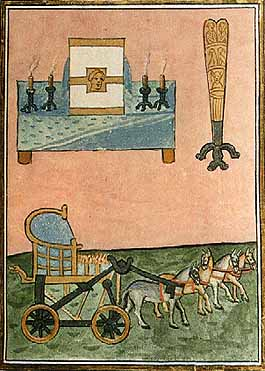
Les insignes du préfet du prétoire d’Illyricum représentés dans la Notitia Dignitatum : l’encrier d’ivoire et le porte-plume (theca), le codicille de nomination sur une table recouverte d’un tapis bleu, ainsi que le char de fonction (Kelly [2004] p. 41).

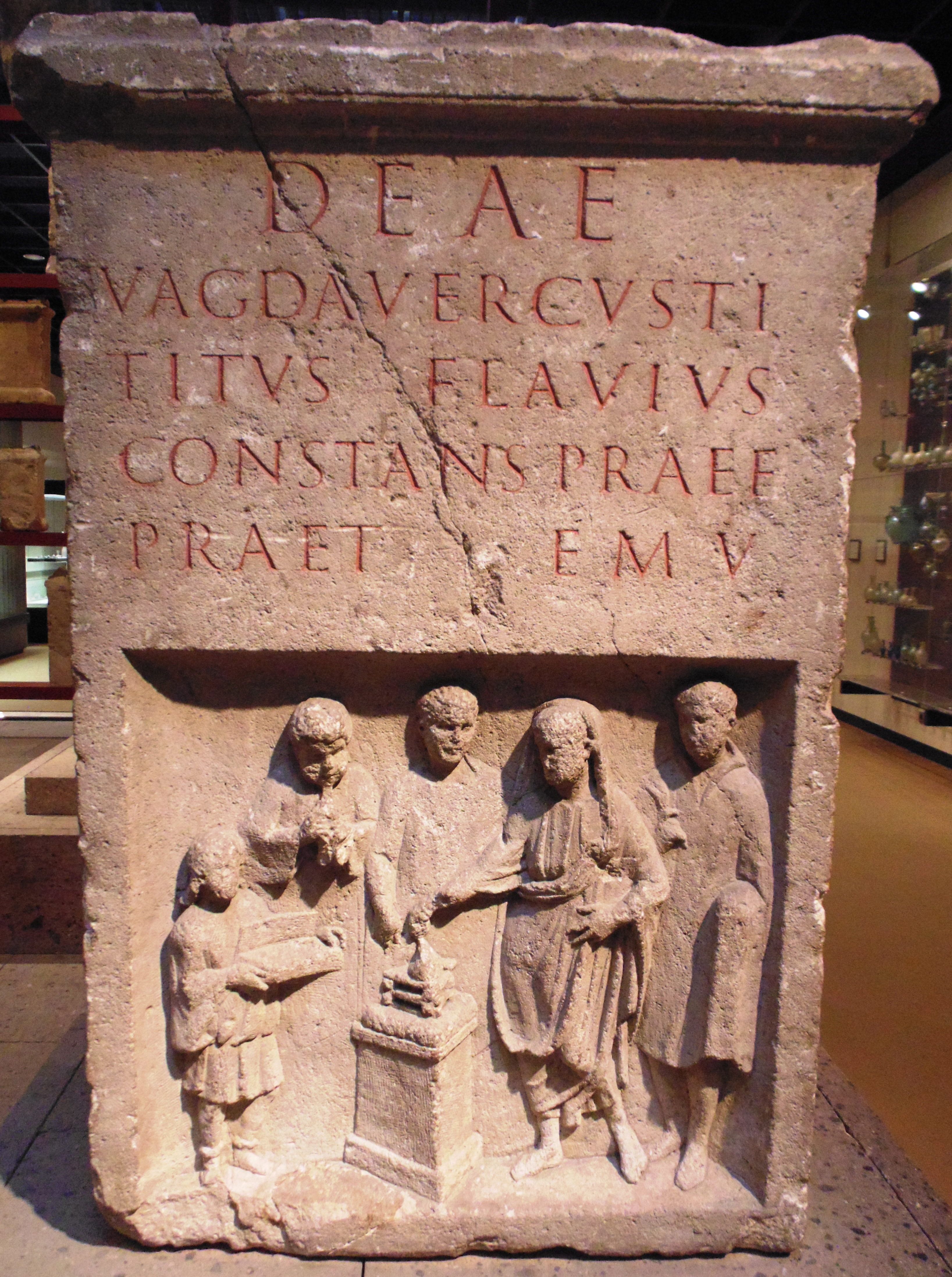
Autel sacrificiel dédié à la déesse Vagdavercustis offert par Titus Flavius Constans à Cologne en 165.

Les réformes de Constantin firent en sorte que la fonction de préfet du prétoire jusque-là détenue par des membres de l’ordre équestre sera dorénavant réservée à des membres de l’ordre sénatorial. Elle acquerra un prestige tel qu’elle sera qualifiée par les contemporains de « magistrature suprême » et on dira qu’elle ne le cédait qu’à la fonction impériale et constituait le couronnement de la hiérarchie administrative fiscale et judiciaire. Dans l’empire divisé, les deux préfets seniors seront ceux d’Orient et d’Italie, résidant à la cour des deux empereurs et agissant comme leurs premiers ministres, alors que les préfets d’Illyrie et de Gaule occuperont une position de moindre importance.
Les préfets détenaient un pouvoir de supervision sur les vicaires qui géraient les diocèses ainsi que sur la plupart des départements de leurs provinces. Seul le magister officiorum détenait un pouvoir égal, car sa fonction s’étendait sur l’ensemble de l’empire contrairement aux préfets et qu’elle pouvait être de longue durée (trente-et-un an pour Pierre le Patrice sous Justinien). Au sein de leur cabinet (officium), les départements étaient répartis en deux grandes catégories : ceux des affaires administratives et judiciaires (schola excerptorum) et ceux du secteur financier (scriniarii),.
Ce dernier département établit le budget de l’État, répartissant le montant des impôts, les levées fiscales, l’affectation et l’exécution des dépenses. Le préfet est le gestionnaire de l’annone telle que réformée par Dioclétien, c’est-à-dire de tous les impôts prélevés en nature. Il a par conséquent la responsabilité de l'intendance militaire et civile, du ravitaillement des armées et du paiement des « rations » (annones) aux soldats, officiers et militaires. Conséquence de ce rôle fiscal et financier, le préfet contrôle la gestion des constructions publiques, des Jeux, des marchés, de l’enseignement supérieur et du cursus publicus.
Le département judiciaire est pour sa part le plus prestigieux : le tribunal du préfet est la plus haute instance judiciaire et ses décisions sont sans appel puisqu’il juge en lieu et place de l’empereur (vice sacra). De plus, le préfet du prétoire, en particulier celui d’Orient, participe à l’élaboration des lois et ses propositions (suggestiones) sont à l’origine de nombreuses constitutions impériales principalement dans le domaine de l’administration provinciale. Et qu’il soit ou non à l’origine des décrets impériaux, c’est vers le préfet que ceux-ci sont dirigés lorsque approuvés par l’empereur puisqu’il a pour tâche d’en assurer la diffusion, voire l’exécution. De plus, dans le cadre de la législation existante, le préfet promulgue ses propres ordonnances de nature réglementaire,,.